# Verfasserlexikon
Die deutsche Literatur des Mittelalters. Verfasserlexikon (VL) ist in seiner zweiten, völlig neu bearbeiteten, ab 1977 veröffentlichten Auflage (²VL, VL²) ein bedeutendes Nachschlagewerk der Altgermanistik. Das mittlerweile abgeschlossene Projekt war bei der Bayerischen Akademie der Wissenschaften angesiedelt und wurde im Rahmen des Akademienprogramms finanziert.
In ausführlichen Artikeln werden Autoren, anonyme Werke und Werkgruppen unter Berücksichtigung der Textüberlieferung dargestellt. Der Schwerpunkt liegt auf der deutschsprachigen Literatur des Hoch- und Spätmittelalters bis etwa zum Jahr 1500, berücksichtigt wird zudem eine Auswahl lateinischer Schriften bis zum Jahr 1480.
Eine umfangreichere Einbeziehung des mittelniederländischen Schrifttums als „deutsch“, wie sie Kurt Ruh bereits um 1955 und als Hauptherausgeber vorgeschlagen hatte, scheiterte.

## Geschichte
Die erste Auflage, begründet von Wolfgang Stammler, fortgeführt von Karl Langosch, erschien in fünf Bänden 1933–1955 in Berlin.
Die zweite, völlig neu bearbeitete Auflage umfasst vierzehn Bände und erschien von 1977 bis 2008. Die ersten zehn Bände enthalten die Einträge zu Verfassern und anonymen Werken von A bis Z; Band 11 bietet Nachträge und Korrekturen, Band 12 ein Register aller Handschriften. Die Bände 13 und 14 bieten weitere Register.
Die Zentralredaktion (Hauptredaktion: Christine Stöllinger-Löser) des unter Mitarbeit zahlreicher Fachgelehrter von Kurt Ruh (Bände 1–8) und Burghart Wachinger (ab Band 9 Hauptherausgeber) zusammen mit Gundolf Keil, Kurt Ruh, Werner Schröder, Burghart Wachinger und Franz Josef Worstbrock herausgegebenen Werks war ab Band 8 eine Veröffentlichung der Kommission für Deutsche Literatur des Mittelalters der Bayerischen Akademie der Wissenschaften und bis 2003 an der Universität Würzburg untergebracht, danach in Augsburg und München. Die verlegerische Betreuung oblag dem Verlag Walter de Gruyter & Co. in Berlin und New York.
Im Jahr 2001 erschien eine Studienauswahl in einer einbändigen Ausgabe. 2010 erschien eine ungekürzte Studienausgabe, die allerdings nur die ersten elf Bände (ohne die Register) umfasst.
Seit 2012 befinden sich die Artikel des Lexikons auch in der Verfasser-Datenbank des Verlags Walter de Gruyter. Neben dem Verfasserlexikon sind darin das Killy Literaturlexikon sowie die Lexika Deutscher Humanismus 1480-1520, Frühe Neuzeit in Deutschland 1520–1620 (VL16) und Frühe Neuzeit in Deutschland 1620–1720 (VL17) enthalten.
2013 wurde in der Herausgeberschaft durch Rolf Bergmann in Zusammenarbeit mit den Autoren der 2. Auflage unter Anregung durch den Verlag De Gruyter für die Lemmata des althochdeutschen und altsächsischen Textkorpus eine Überarbeitung und Aktualisierung auf den Forschungsstand des Jahres 2012 vorgenommen. Das Ergebnis dieser Revision wurde in die „De Gruyter Lexikon“ Reihe aufgenommen und unter dem Titel Althochdeutsche und altsächsische Literatur publiziert.

## Auflagen
- Die deutsche Literatur des Mittelalters. Verfasserlexikon. Herausgegeben und begründet von Wolfgang Stammler (Band I bis III), ab Band III (Schlussredaktion 1943) herausgegeben von Karl Langosch, Band I bis V, Berlin (bis Band II, 1936, auch Leipzig), (Erste Lieferung 1930) 1933–1955 (VL1).
- Die deutsche Literatur des Mittelalters. Verfasserlexikon. 2., völlig neu bearbeitete Auflage, herausgegeben von Gundolf Keil, Kurt Ruh (federführend bis Band VIII, 1992), Werner Schröder, Burghart Wachinger (federführend ab Band IX, 1995) und Franz Josef Worstbrock, redigiert von Kurt Illing (bis Band I) und Christine Stöllinger-Löser, Band I–XIV. Walter de Gruyter, Berlin / New York (Erste Lieferung 1977) 1978–2008, ISBN 3-11-022248-5; Neudruck (Bände I–XI) ebenda 2010, ISBN 978-3-11-022248-7 (VL2).
- Deutschsprachige Literatur des Mittelalters. Studienauswahl aus dem „Verfasserlexikon“ (Band 1–10) in einem Band. Berlin / New York 2001, ISBN 3-11-016911-8.

## Bandaufteilung der ersten Auflage
- Bd. 1: Aalen – Futerer (1933) archive.org
- Bd. 2: Der von Gabelstein – Kyeser, Konrad (1936) archive.org
- Bd. 3: Laber – Rynstetten (1943) archive.org
- Bd. 4: Saarburg – Zwinger (1953) archive.org
- Bd. 5: Nachträge (1955) archive.org

## Bandaufteilung der zweiten, völlig neu bearbeiteten Auflage
- Bd. 01: ‚A solis ortus cardine‘ – Colmarer Dominikanerchronist (1978)
- Bd. 02: Comitis, Gerhard – Gerstenberg, Wigand (1980)
- Bd. 03: Gert van der Schüren – Hildegard von Bingen (1981)
- Bd. 04: Hildegard von Hürnheim – Koburger, Heinrich (1983)
- Bd. 05: Kochberger, Johannes – ‚Marien-ABC‘ (1985)
- Bd. 06: Marienberger Osterspiel – Oberdeutsche Bibeldrucke (1987)
- Bd. 07: ‚Oberdeutscher Servatius‘ – Reuchart von Salzburg (1989)
- Bd. 08: ‚Revaler Rechtsbuch‘ – Sittich, Erhard (1992)
- Bd. 09: Slecht, Reinbold – Ulrich von Liechtenstein (1995)
- Bd. 10: Ulrich von Lilienfeld – ‚Das zwölfjährige Mönchlein‘ (1999)
- Bd. 11: Nachträge und Korrekturen (2004)
- Bd. 12: Handschriftenregister (2006)
- Bd. 13: Register der Drucke, Sonstigen Textzeugen, Initien (2007)
- Bd. 14: Register der Personennamen. Werktitel. Bibelstellen (2008)

## Ergänzende Projekte
- Deutscher Humanismus 1480–1520. Verfasserlexikon. Von 2005 bis 2015 erschien unter der Herausgeberschaft Franz Josef Worstbrocks ein ergänzendes Nachschlagewerk zum Humanismus 1480–1520.[5]
  - Bd. 1: A – K (2008)
  - Bd. 2: L – Z (2013)
  - Bd. 3: Nachträge, Addenda und Corrigenda, Register (2015)
- Frühe Neuzeit in Deutschland 1520–1620. Literaturwissenschaftliches Verfasserlexikon (VL 16). In der Herausgeberschaft von Wilhelm Kühlmann, Jan-Dirk Müller, Michael Schilling, Johann Anselm Steiger und Friedrich Vollhardt ist zwischen 2011 und 2019 ein neues Verfasserlexikon zur Literatur des Reformationsjahrhunderts erschienen, das sich als Fortsetzung des mediävistischen Verfasserlexikons versteht.[6][7]
  - Bd. 1: Aal, Johannes – Chytraeus, Nathan (2011)
  - Bd. 2: Clajus, Johannes – Gigas, Johannes (2012)
  - Bd. 3: Glarean, Heinrich – Krüger, Bartholomäus (2014)
  - Bd. 4: Krüginger, Johannes – Osse, Melchior von (2015)
  - Bd. 5: Paganus, Petrus – Seusse, Johannes (2016)
  - Bd. 6: Siber, Adam – Zyrl, Christian (2017)
  - Bd. 7: Nachträge, Corrigenda und Register (2019)

- Frühe Neuzeit in Deutschland 1620–1720. Literaturwissenschaftliches Verfasserlexikon (VL17). Anschließend an das VL16 entsteht seit 2018 unter der Herausgeberschaft von Stefanie Arend, Bernhard Jahn, Jörg Robert, Robert Seidel, Johann Anselm Steiger, Stefan Tilg und Friedrich Vollhardt ein Verfasserlexikon, dessen Fokus auf der Literatur- und Wissensgeschichte des 17. und 18. Jahrhunderts liegt.[8][9]
  - Bd. 1: Abelin, Johann Philipp – Brunner, Andreas (2018)
  - Bd. 2: Bucelin, Gabriel – Feustking, Friedrich Christian (2021)
  - Bd. 3: Feustking, Johann Heinrich – Held, Heinrich (2022)
  - Bd. 4: Hellwig, Christoph von – Lebaldt von Lebenwaldt, Adam (2023)